# چشمه‌میران
چشمه‌میران،روستایی از توابع بخش شاهو شهرستان روانسر در استان کرمانشاه ایران است.

## جمعیت
این روستا در دهستان قوری‌قلعه قرار دارد و براساس سرشماری مرکز آمار ایران در سال ۱۳۸۵، جمعیت آن ۱۹۵ نفر (۴۲خانوار) بوده‌است.